# Patrick Hunt
Patrick Hunt (* 1951 in Kalifornien) ist ein US-amerikanischer Archäologe.

## Forschung
Hunt leitet seit 1994 das Alpine Archaeology Project der Stanford University. Im Jahre 1996 fand er am Pass Fenêtre de Ferret den Steinbruch für den Tempel des Jupiter am Grossen Sankt Bernhard. Im Jahre 2003 fand er einen Hort von römischen Silbermünzen in den Schweizer Alpen.
Im Rahmen der Hannibal Expedition 2007-2008, die von der National Geographic Society finanziell unterstützt wird, suchte Hunt Überreste der Alpenüberquerung Hannibals 218 v. Chr. mit seinem Heer und 37 Elefanten während des Zweiten Punischer Krieges. Hunt untersuchte bislang 25 Alpenpässe und favorisiert unter ihnen den Col de Clapier.
Bisher brach sich Hunt bei mehreren alpinen Unfällen 30 Knochen; darunter eine Fraktur des Beins 2002 während lichenologischer Untersuchungen oberhalb von Bourg-Saint-Pierre in den Walliser Alpen und seitdem einige Hand- und Fußknochen. Er ist Mitglied der Royal Geographical Society seit 1989. In jüngeren Publikation beschäftigte er sich unter anderen mit Rembrandt van Rijn und Michelangelo Merisi da Caravaggio.

## Werkauswahl
Monografien
- Provenance, Weathering and Technology of Selected Archaeological Basalts and Andesites. Ph.D. Dissertation, Institute of Archaeology, UCL, University of London, 1991.
- Caravaggio (Life & Times). 2004, ISBN 978-1904341734
- Rembrandt: His Life in Art. Ariel Books, New York, 2006, ISBN 0976316285
- Alpine Archaeology. 2007, ISBN 978-1934269008
- Ten Discoveries That Rewrote History. 2007, ISBN 978-0452288775